# Sam Reinhart
Samson „Sam“ Reinhart (* 6. November 1995 in North Vancouver, British Columbia) ist ein kanadischer Eishockeyspieler, der seit Juli 2021 bei den Florida Panthers in der National Hockey League (NHL) unter Vertrag steht. Mit dem Team gewann er in den Playoffs 2024 und 2025 den Stanley Cup. Zuvor verbrachte der Center knapp sieben Jahre bei den Buffalo Sabres, die ihn im NHL Entry Draft 2014 an zweiter Position ausgewählt hatten. Er ist der Sohn des ehemaligen NHL-Profis Paul Reinhart, der elf Saisons in der NHL spielte. Seine älteren Brüder Max und Griffin sind ebenfalls Eishockeyspieler.

## Karriere

### Jugend
Reinhart begann seine Karriere in seiner Nachbargemeinde West Vancouver, wo er im Jugendverein Hollyburn MHA verschiedene Altersstufen durchlief. Anschließend spielte er zwei Jahre für die Vancouver Northwest Giants in der BC Hockey Major Midget League und gewann in seiner Abschlusssaison 2010/11 den Ligatitel. Mit 78 Punkten aus 34 Spielen war er zudem zweitbester Scorer der Liga. Zudem wurde er in die Auswahl seiner Heimatprovinz British Columbia für die Canada Games 2011 berufen, wo er mit der U16-Mannschaft die Goldmedaille gewann. In der Scorerwertung des Turniers lag er mit elf Punkten gleichauf mit Nathan MacKinnon auf dem vierten Platz.

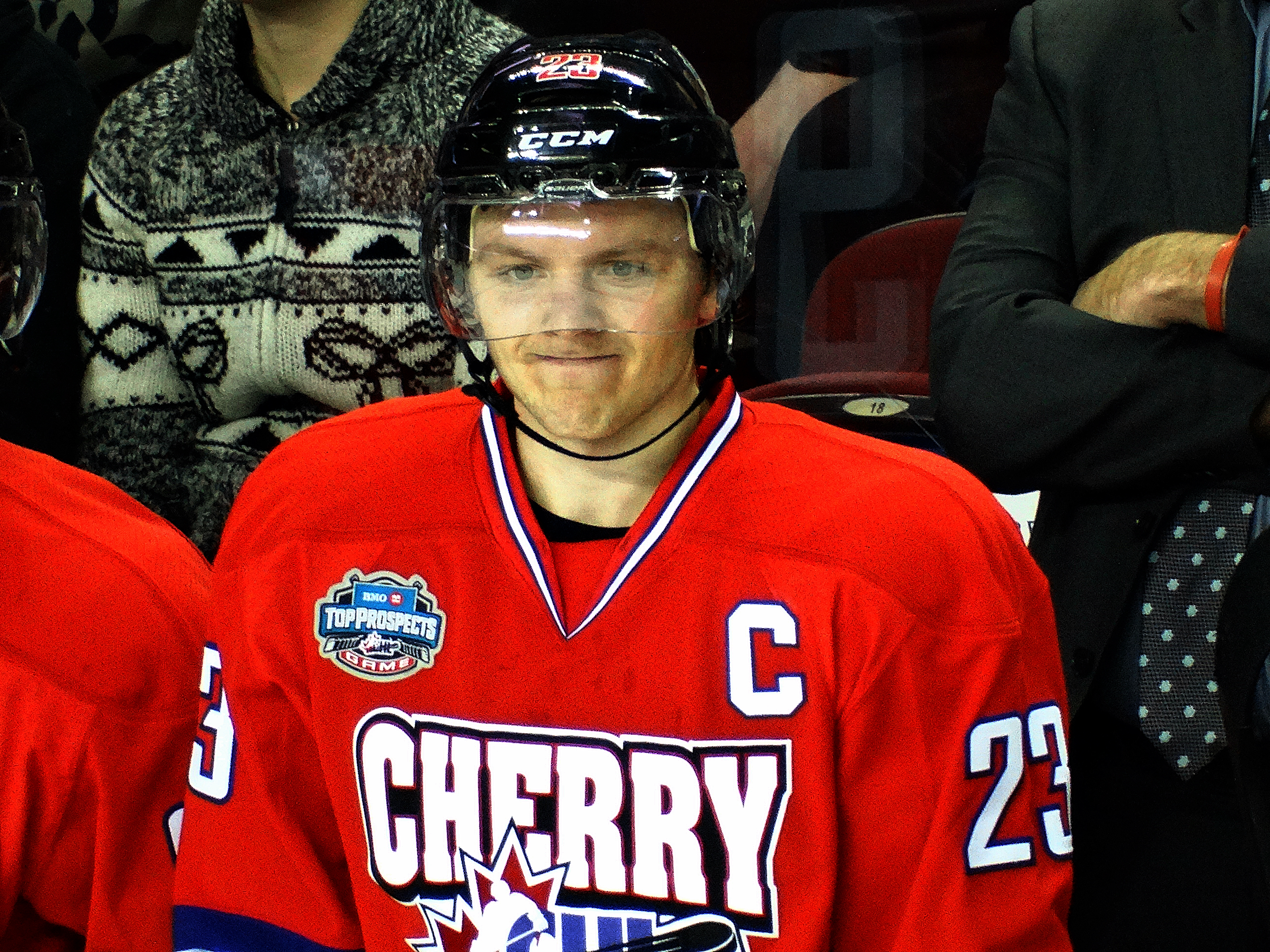
Reinhart beim CHL Top Prospects Game 2014

Mit den Giants qualifizierte sich Reinhart für den Telus Cup, bei dem jährlich die sechs besten kanadischen Mannschaften auf Midget-Niveau um den nationalen Titel spielen. Reinhart erzielte bereits im Eröffnungsspiel drei Tore und sechs Vorlagen. Er beendete das Turnier mit 20 Punkten aus sieben Spielen als zweitbester Scorer des Turniers und erhielt die Auszeichnung als bester Stürmer.
Parallel absolvierte Sam Reinhart vier Spiele für die Kootenay Ice aus der Western Hockey League, die ihn zu Beginn der Saison an insgesamt 15. Position im WHL Bantam Draft ausgewählt hatten. Dort spielte er gemeinsam mit seinem Bruder Max in einer Mannschaft. Bei seinem WHL-Debüt gegen die Edmonton Oil Kings, die Mannschaft seines anderen Bruders Griffin, schoss er das Siegtor. In den Play-offs 2011 stand er wieder für sieben Einsätze im Kader der Ice, mit denen er schließlich durch einen Sieg in der Finalserie gegen die Portland Winterhawks den Ed Chynoweth Cup gewinnen konnte.
Zur Saison 2011/12 wechselte er endgültig in die WHL und spielte in der zweiten Angriffsreihe der Mannschaft. Gelegentlich stand er auch an der Seite seines Bruders Max auf dem Eis. Er schloss die Spielzeit mit 62 Punkten aus 67 Spielen als viertbester Rookie-Scorer der Liga ab und war gleichzeitig der punktbeste Rookie in der Mannschaftsgeschichte der Ice. Zudem stand er hinter seinem Bruder auf dem zweiten Platz der mannschaftsinternen Scorerwertung. Am Ende der Saison setzte er sich bei der Wahl zur Jim Piggott Memorial Trophy als Rookie des Jahres der WHL gegen seinen späteren Sturmpartner Tim Bozon durch.
In der folgenden Saison konnte Reinhart seine Punktausbeute deutlich verbessern und überschritt mit 85 Punkten aus 72 Spielen erstmals die Marke von einem Punkt pro Spiel. Am Ende der Saison führte er die Scorerliste der Kootenay Ice an und wurde ins Second All-Star Team der Eastern Conference gewählt. Anschließend wurde er im Alter von 17 Jahren zum Mannschaftskapitän der Ice ernannt.

### NHL
Auch beim CHL Top Prospects Game, bei dem jährlich die 40 hoffnungsvollsten Talente für den NHL Entry Draft gegeneinander antreten, wurde Reinhart zum Kapitän der Mannschaft von Don Cherry ernannt und schloss das Spiel mit einem Tor und einer Vorlage ab. Im Februar 2014 führte er die WHL mit 22 Torvorlagen und 32 Punkten an und stellte neue Mannschaftsrekorde der Ice für die längste Punkt- und Vorlagenserie auf. Er wurde daraufhin als WHL-Spieler des Monats ausgezeichnet. Vor dem NHL Entry Draft 2014 wurde Reinhart in den Rankings der International Scouting Services auf dem zweiten Platz geführt. Schließlich wählten ihn die Buffalo Sabres auch an zweiter Position aus und nahmen ihn im Juli 2014 unter Vertrag. Im Dezember 2014 strichen die Sabres ihn vorerst aus dem NHL-Aufgebot, sodass er zu den Kootenay Ice zurückkehrte.
Mit Beginn der Saison 2015/16 stand Reinhart fest im NHL-Kader der Sabres. In der Spielzeit 2018/19 erreichte er mit 65 Scorerpunkten aus 82 Partien seine bisher beste Karriereleistung. Im Juli 2021 gaben ihn die Sabres an die Florida Panthers ab und erhielten im Gegenzug Devon Levi sowie ein Erstrunden-Wahlrecht für den NHL Entry Draft 2022. Wenig später unterzeichnete er einen neuen Dreijahresvertrag in Florida, der ihm ein durchschnittliches Jahresgehalt von 6,5 Millionen US-Dollar einbringen soll. In seiner ersten Saison bei den Panthers steigerte der Angreifer seine persönliche Statistik auf einen bisherigen Bestwert von 82 Punkten aus 78 Partien, womit er zudem erstmals die Marke von über 1,0 Scorerpunkten pro Spiel erreichte. In den Playoffs 2023 erreichte er mit den Panthers das Endspiel um den Stanley Cup, unterlag dort allerdings den Vegas Golden Knights mit 1:4. Anschließend steigerte er seine persönliche Statistik noch einmal auf 94 Punkte in der Spielzeit 2023/24, wobei er sich mit 57 Treffern ligaweit hinter Auston Matthews (69) auf dem zweiten Rang platzierte und den Franchise-Rekord der Panthers von Pawel Bure (59) nur knapp verpasste. In den folgenden Playoffs 2024 zog er mit dem Team erneut ins Finale ein und errang mit einem 4:3-Erfolg über die Edmonton Oilers nun auch den ersten Stanley Cup der Franchise-Geschichte. Wenig später unterzeichnete Reinhart einen neuen Achtjahresvertrag bei den Panthers, der ihm ein durchschnittliches Jahresgehalt von ca. 8,6 Millionen US-Dollar einbringen soll. In den Playoffs 2025 wiederum verteidigten sie den Titel durch einen weiteren 4:2-Sieg gegen die Oilers.

### International
Sam Reinhart vertrat die Mannschaft Canada Pacific bei der World U-17 Hockey Challenge 2012 und erzielte im Turnierverlauf 10 Punkte in fünf Spielen. Hinter dem Schweden Victor Öhman war er damit der zweitbeste Scorer des Turniers. Im selben Jahr wurde der Stürmer auch in den Kader der kanadischen U18-Nationalmannschaft berufen und gewann mit dieser die Bronzemedaille bei der U18-Junioren-Weltmeisterschaft 2012. Als 16-Jähriger war er der jüngste Spieler seiner Mannschaft und schloss das Turnier mit sechs Punkten aus sieben Spielen ab.
In der Saison 2012/13 wurde Reinhart zum Kapitän der U18-Mannschaft ernannt und führte Kanada zur Goldmedaille beim Ivan Hlinka Memorial Tournament 2012. Dabei legte er mit vier Punkten im Halbfinale gegen Tschechien die Grundlage für den Finaleinzug. Insgesamt schloss er das Turnier mit drei Toren und fünf Vorlagen ab. Bei der U18-Junioren-Weltmeisterschaft in Sotschi im selben Jahr gewann er mit der kanadischen Mannschaft ebenfalls die Goldmedaille.
Bei der U20-Junioren-Weltmeisterschaft 2014 war er hinter Connor McDavid und Aaron Ekblad der drittjünste Spieler im kanadischen Kader. Er erzielte fünf Punkte in sieben Spielen und schloss das Turnier mit Kanada auf dem vierten Platz ab. Ein Jahr später, bei der U20-WM 2015, gewann er mit der Mannschaft im eigenen Land die Goldmedaille und wurde mit 11 Punkten Topscorer des Turniers.
Reinhart debütierte für die kanadische A-Nationalmannschaft bei der Weltmeisterschaft 2016 und gewann dort mit dem Team direkt die Goldmedaille.

## Spielweise
Reinhart gilt als sehr intelligenter Spielmacher mit einem guten Positionsspiel sowie einem Überblick über das Spielfeld und seine Mitspieler. Auch seine kreative Spielweise, sein Torinstinkt und sein vorausschauendes Spiel werden von Scouts positiv hervorgehoben. Sein Schuss wurde mit dem von James Neal verglichen. Zudem verfügt Reinhart über gute Führungsqualitäten und eine hohe Anpassungsfähigkeit.

## Erfolge und Auszeichnungen
| - 2011 Goldmedaille bei den Canada Games - 2011 Ed-Chynoweth-Cup-Gewinn mit den Kootenay Ice - 2012 Jim Piggott Memorial Trophy - 2013 WHL East Second All-Star Team - 2014 WHL East First All-Star Team - 2014 Brad Hornung Trophy | - 2014 Four Broncos Memorial Trophy - 2015 WHL East Second All-Star-Team - 2024 Teilnahme am NHL All-Star Game - 2024 Stanley-Cup-Gewinn mit den Florida Panthers - 2025 Stanley-Cup-Gewinn mit den Florida Panthers |

### International
| - 2012 Bronzemedaille bei der U18-Junioren-Weltmeisterschaft - 2013 Goldmedaille beim Ivan Hlinka Memorial Tournament - 2013 Goldmedaille bei der U18-Junioren-Weltmeisterschaft - 2015 Goldmedaille bei der U20-Junioren-Weltmeisterschaft | - 2016 Goldmedaille bei der Weltmeisterschaft - 2019 Silbermedaille bei der Weltmeisterschaft - 2025 Gewinn des 4 Nations Face-Off |

## Karrierestatistik
Stand: Ende der Saison 2024/25

### International
Vertrat Kanada bei:
| - World U-17 Hockey Challenge 2012 - U18-Junioren-Weltmeisterschaft 2012 - Ivan Hlinka Memorial Tournament 2012 - U18-Junioren-Weltmeisterschaft 2013 - U20-Junioren-Weltmeisterschaft 2014 | - U20-Junioren-Weltmeisterschaft 2015 - Weltmeisterschaft 2016 - Weltmeisterschaft 2019 - 4 Nations Face-Off 2025 |

(Legende zur Spielerstatistik: Sp oder GP = absolvierte Spiele; T oder G = erzielte Tore; V oder A = erzielte Assists; Pkt oder Pts = erzielte Scorerpunkte; SM oder PIM = erhaltene Strafminuten; +/− = Plus/Minus-Bilanz; PP = erzielte Überzahltore; SH = erzielte Unterzahltore; GW = erzielte Siegtore; 1 Play-downs/Relegation; Kursiv: Statistik nicht vollständig)